# Johann Fohl
Johann Fohl (* 1982 in Berlin-Lichtenberg) ist ein deutscher Schauspieler und Synchronsprecher.

## Leben
Johann Fohl, im damaligen Ost-Teil Berlins geboren, wuchs in Hamburg auf. Fohl machte zunächst eine Ausbildung zum Veranstaltungskaufmann mit Qualifikation zum Eventmanager.
Nach erfolgreicher Prüfung ging er 2006 zurück nach Berlin, wo er von 2006 bis 2009 sein Schauspielstudium an der Filmschauspielschule Berlin (FFS Berlin) absolvierte. Seither arbeitet er als freier Schauspieler und Sprecher. Außerdem ist er als Synchronsprecher und -leser beim Sprecherkollektiv „Die LautSprecher“ aktiv.
Fohl hatte zahlreiche Theaterengagements an staatlichen Bühnen, wirkte aber auch in unterschiedlichen Off-Theaterproduktionen mit. Sein erstes Engagement erhielt er gegen Ende seiner Studienzeit für eine geplante Produktion am Berliner Schlosspark Theater. In der Spielzeit 2009/10 war er dort, an der Seite von Dieter Hallervorden, als Prinz Arthur, der nicht König werden will, in der schwarzhumorigen Politfarce König der Herzen von Alistair Beaton zu sehen. 2011 gastierte er am Schlosstheater Celle als Knecht Gottschalk in Das Käthchen von Heilbronn. Es folgten Gastengagements am Theater Junge Generation in Dresden (Spielzeit 2011/12, als Indianer Joe/Alfred Temple in Tom Sawyer) und an der Landesbühne für Niedersachsen (Spielzeit 2012/13, am Theater Hildesheim als Ferdinand in Kabale und Liebe).
Seit 2012 gastiert er regelmäßig am Berliner Schlosspark Theater, wo er u. a. als Mr. Harvey in Ladykillers (2013), als Schürzenjäger David, der Bruder der Hauptfigur, in The King’s Speech (2014–2015, an der Seite von Oliver Mommsen) und als Mozart in Amadeus (2015 bis Anfang 2016) zu sehen war.
Außerdem tritt er seit 2012 regelmäßig bei der Berliner Vaganten Bühne auf. Im Konzerthaus Berlin wirkte er 2016 als Papageno und Sarastro in einer Produktion der Mozart-Oper Die Zauberflöte mit. 2017 und 2018 gastierte er unter der Regie von Ute Willing in der Komödie Und Gott sprach: Wir müssen reden! an der Komödie am Kurfürstendamm und an der Komödie Winterhuder Fährhaus in Hamburg.
Fohl stand auch für Kino und Fernsehen vor der Kamera. In dem Kurzfilm Jenseits der Linie, der auf dem „12. Shocking Shorts Awards Screening“ im Rahmen des Filmfest München seine Premiere hatte, spielte Fohl einen von zwei Polizisten, die einen des sexuellen Missbrauchs an Kindern Verdächtigten entführen und foltern, um das Leben eines kleinen Mädchens zu retten. 
Episodenrollen hatte er u. a. in den Fernsehserien SOKO Wismar (2012, als Nachbar Naumann), Notruf Hafenkante (2014) und Dengler (2017). Im November 2015 war Fohl in der Fernsehserie In aller Freundschaft in einer Episodenhauptrolle als Uwe Graf zu sehen; er verkörperte einen hilflosen Vater, der ein Problem damit hat, zu akzeptieren, dass sein Sohn intersexuell ist.
Fohl arbeitet auch als Sprecher für Hör- und Computerspiele. Als Synchronsprecher war er in zahlreichen internationalen Kino- und TV-Produktionen beteiligt, u. a. bei Cars 3: Evolution (als Stimme von Chase Elliott), Britannia (als Stimme von Joe Armstrong), Game of Thrones und Chicago P.D. (in mehreren Rollen).
Johann Fohl lebt in Berlin.

## Filmografie (Auswahl)
- 2009: Ich lieb Dich nicht wenn Du mich liebst (Kurzfilm)
- 2009–2010: Schloss Einstein (Fernsehserie, Seriennebenrolle)
- 2011: Jenseits der Linie (Kurzfilm)
- 2012: SOKO Wismar: Kalte Pizza (Fernsehserie, eine Folge)
- 2014: Notruf Hafenkante: Die Außenseiterin (Fernsehserie, eine Folge)
- 2015: In aller Freundschaft: Die Außenseiterin (Fernsehserie, eine Folge)
- 2017: Dengler: Die schützende Hand (Fernsehserie, eine Folge)
- 2017: Am Ruder
- 2018: Morden im Norden: Dornröschen (Fernsehserie, eine Folge)
- 2020: WaPo Berlin: MS Bettina (Fernsehserie, eine Folge)
- 2020: Tatort: Die Zeit ist gekommen (Fernsehreihe)
- 2020: Freaks – Du bist eine von uns
- 2021: Der Kroatien-Krimi: Jagd auf einen Toten (Fernsehreihe)
- 2021: Helen Dorn: Die letzte Rettung (Fernsehreihe)
- 2023: Gute Zeiten, schlechte Zeiten (Fernsehserie)
- 2023: Helen Dorn: Der kleine Bruder (Fernsehreihe)
- 2024: Blutige Anfänger: Stiller Alarm (Fernsehserie, eine Folge)

## Synchronrollen (Auswahl)
- 2023–2024: Star Wars: The Bad Batch für Jimmi Simpson als Dr. Royce Hemlock
- 2023: Final Fantasy XVI als Barnabas Tharmr
- 2023: Ninjago: Aufstieg der Drachen für Paul Dobson als Quelldrache der Energie
- 2025: Assassin’s Creed Shadows, als Fürst Hokuto